# Selousova rezervace
Selousova rezervace (Selous Game Reserve) je chráněné území pro původní africkou faunu na jihovýchodě Tanzanie (region Lindi). Jeho rozloha činí okolo 55 000 km² a je plošně největší africkou rezervací od roku 1970, kdy byl zmenšen Národní park Etosha. Bylo zřízeno roku 1905, od roku 1922 nese jméno lovce a znalce africké zvěře Fredericka Selouse, který padl nedaleko obce Beho-Beho roku 1917 v řadách britské armády při dobývání Německé východní Afriky.
Území rezervace pokrývá lesnatá savana zvaná domorodci miombo. Typickými rostlinami jsou brachystegie a akácie. Z velkých zvířat zde žije slon africký, pes hyenovitý, buvol africký, pakůň žíhaný a buvolec stepní. Rezervací protéká řeka Rufiji, na jejích březích lze pozorovat hrochy a krokodýly. Pro návštěvníky se pořádají safari s automobily i loďkami, na rozdíl od jiných tanzanských rezervací je zde možno se také pohybovat pěšky. Nápor turistů není tak výrazný jako ve známějších rezervacích na severu země, ovšem vzhledem k větší rozloze rezervace existuje menší pravděpodobnost setkání se zvířaty.
Rezervaci Selous zařadilo v roce 1982 UNESCO na seznam Světového dědictví. Předmětem kritiky se však stala nízká úroveň ochrany: bylo zdokumentováno, že v důsledku komerčního lovu klesl počet slonů v rezervaci ze 109 000 v roce 1976 na 13 000 v roce 2013. V oblasti Stiegler Gorge se navíc plánuje těžba uranu. Proto byl Selous přidán na Seznam světového dědictví v ohrožení.